# Kurdiska kalendern
Kurdiska kalendern är den kalender som idag används av kurderna. Den kallas "Salnema". 
I äldre tid användes en kalender som kallas "Salnama kevn" (Bihijmara kevn). Den användes mellan 5500 och 612 f.Kr. I denna äldre kalender, var solen, månen och stjärntecken viktiga. 
Den kurdiska tideräkningen börjar vid 700 f.Kr., vilket ska vara året Deiokes förenade mederna enligt Herodotos. Idag använder kurderna den kejserliga kalendern, användes officiellt i Kurdistan regionen. År 2021 sammanfaller med år 2721 och 21 mars infaller det kurdiska nyåret Newroz enligt Kurdistans kejserliga kalender. Hos de kurdiska zoroastrierna så är det år 3759.